# فرودگاه داخلی دوادمی
فرودگاه داخلی دوادمی (به انگلیسی: Dawadmi Domestic Airport) یک فرودگاه همگانی با کد یاتا DWD است که یک باند فرود آسفالت دارد و طول باند آن ۳٬۰۰۰ متر است. این فرودگاه در کشور عربستان سعودی قرار دارد و در ارتفاع ۱٬۰۴۵ متری از سطح دریا واقع شده‌است.

## شرکت‌های هواپیمایی و مقصدهای پروازی
شرکت هواپیماییs offering scheduled passenger service:
| شرکت‌های هواپیمایی | مقصدهای پروازی          |
| ----------------- | ----------------------- |
| هواپیمایی سعودی   | ملک عبدالعزیز، ملک خالد |